# ぷにるはかわいいスライム
『ぷにるはかわいいスライム』は、まえだくんによる日本の漫画。ウェブコミック配信サイト『週刊コロコロコミック』（小学館）にて、2022年3月15日より連載中。

## 制作
『コロコロ』史上初となる、「日常ラブコメディ」作品である。『週刊コロコロコミック』の創刊時の新連載オリジナル作品の一つ。本作は『別冊コロコロコミック』2019年4月号に掲載された読み切り漫画『かわいいぷにるはスライム』のアイディアを流用したものである。読み切りは単行本第1巻に収録されている。
2022年5月時点で第1話が累計60万PV、約2か月で累計350万PV、約4か月の時点で700万PVを達成し、単行本は「第1巻としては異例の初版発行10万部」が刷られた。
2022年8月には、「次にくるマンガ大賞2022」Webマンガ部門にて第4位を獲得。
2024年10月から12月までテレビアニメの第1期が放送された。
2025年、第70回小学館漫画賞を受賞。

## あらすじ
ごく普通の少年河合井 コタロー（かわいい コタロー）は、ある日自作したスライムに命が宿り、ペンギンのような見た目をした生きるスライムぷにるが誕生してしまう。自分を可愛いと思っているぷにるは、コタローにそれを認めてほしいと願うが、コタローは幼少期の深いトラウマが原因で「男なのに可愛い物が好きな自分」にコンプレックスがある為、それを周囲に隠しており、ぷにるの事も可愛いとは言ってくれなかった。
7年後。中学2年生となったコタローは思春期をむかえ、1学年先輩の雲母 麻美（きらら まみ）に片思いをするようになった。一方、ぷにるは人間の少女のような姿へと変わり、コタローへ可愛いと認めてもらおうと奮闘する。

## 登場人物
声の項はテレビアニメ版の声優。

### 主人公
ぷにる
声 - 篠原侑
コタローによって生み出されたスライム。一人称は「ぼく」。2月29日生まれで、59話で8歳を迎えた。一見すると美少女だが、ぷにるは無性別なので本人に「少女」という意識は無く、中身はマスコット時代のままである。「スライム」というホビーであり、自在に姿を変えられる自分に誇りを持っており、人間を「自由に姿を変えられない不自由な存在」と見下している節がある（43話）。好物はクリームソーダ。
自分を可愛いと思っているナルシストであり、自信家な性格。その性格になった理由は幼い頃のコタローが本物のサンタクロースに「自分が可愛いものを好きな事を理解してくれる、可愛い友達が欲しい」と願ったためである（53話）。コタローに自身を可愛いと認めて貰うため身体を自由に変化する特性を生かして試行錯誤をした結果、最終的に当初のペンギンのような姿から人間の少女のような姿へ変えたが、耳はぷにる曰く「あんまり可愛くないパーツだから」という理由で再現しておらず、耳の辺りは髪の毛で隠している。その一方で性に関しての知識は疎い。
将来の夢は「ぷにるランド」という遊園地を設立し、世界一の人気者になってkawaiiの代名詞となり、自身のグッズを販売し、宇宙旅行に行き、みんなから100万円を貰うことと語っている。
身体はポリビニルアルコール製の洗濯糊とホウ砂でできており、これらを足すことによって豊胸などもできる。固体より液体に近く、水道管をすり抜けることができる他、ものにぶつかったり抱き着いたりするとベタベタした液状になって体が飛び散る。
外見は少女だがスライムであるため、実際は無性別であり、恋愛の概念も無いらしく、コタローと一緒にいてもぷにるが彼にドキドキしたり、ときめくシーンは無い。性別や恋愛の概念を持たないぷにるにとっては、今の人間の少女の姿はペンギンの姿と同じ「可愛い姿の延長線感覚」であり、思春期のコタローにとって、「異性として意識してしまう特別な姿」であることは理解していない。性別を持たないため、男女の性差も理解できず、少女の姿のままコタローのいる男湯にずかずかと入ってきた事もある。ぷにるにとって、「人間の少女の姿の可愛い」も「サンダルの可愛い」も同列の「可愛い姿」であり、違いが理解できない。立場上恋のライバルに当たる麻美の事も、恋愛が理解できないため、恋敵としての敵対心は持っていないものの常軌を逸した母性については恐れている。
性別が理解できないため、少女の姿を「ドレスコード」と認識している。無性別だが、周囲からは「ぷにるちゃん」と呼ばれ女性として扱われている。また、コタロー含め全ての登場人物を下の名前で呼んでおり、メインキャラクターで唯一、博士の名前を「ひろし」と正しく呼んでいる。
スライムに命が宿ってぷにるとして生まれた理由は、35話で自身の誕生日（2月29日）に誕生日パーティーを夢見ていたぷにるの元に女神が現れ、その女神曰くスライムに命が宿ったのは、「コタローを助ける為」と「コタローの悩みを解決する為」である。しかし、7年以上も解決していなかった為、「友達としてもホビーとしても失格」として、危うく女神に魂を奪われかけたが、コタローがぷにるを守った事で、女神はしばらくの間は彼らを見守る姿勢を取る事に決めた。
53話では幼稚園児時代、「男子なのに可愛い物好き」なのが原因で女子たちからいじめられていたコタローが、悲しみのあまり自分の友達としてぷにるの絵を描き、スライム作りの際に誤ってその絵を入れた事で誕生した事が判明した。
ぷにるの性格のモチーフは『スーパーマリオくん』のヨッシーの図々しい敬語キャラである。
ぷにるの変身
ホウ砂水と洗濯ノリによる変身で、それらに加えて別の材料を加えることで見た目や質感を自在に変えられる。
人気アイドル風のかわいいぼく
第2話で登場。ホウ砂水と洗濯ノリを足し、人気アイドルの「未来ちゃん」や「梨花ちゃん」によく似たアイドルに変身したぷにる。
ちょっと大人なかわいいぼく
第3話で登場。ホウ砂水と洗濯ノリを足し、コタローと同じぐらいの身長の少女に変身したぷにる。
ギャルかわいいぼく
第4話で登場。ホウ砂水と洗濯ノリにグリッターを加えて変身したギャルのような風貌のぷにる。
ぴかぴかランドセルのかわいいぼく
第5話で登場。ホウ砂水と洗濯ノリにでんぷんのりを加えて変身した小学生のような風貌のぷにる。
ワルイコスライムのボク ワルイプニル
第7話で登場。ぷにるがジュースと間違えて砂鉄を誤飲した上、興味本位で南波が近づけた磁石を偶然取り込み、本人の意思に反し変身してしまった悪魔のような姿。一人称も「ボク」になり、台詞のほとんどがカタカナになっている。
かわいいコックさんのぼく
番外編①で登場。麻美がぷにるに似合うと思って買ったお料理セット一式を無理やり着せた姿。ぷにるの格好としては珍しく服が体の一部ではない。
シャキシャキボディのかわいいぼく
第8話で登場。メラミンスポンジを体の中に入れ、シルクハットと王冠が一体化したような冠、短くシンプルな髪型、マントに手袋にブーツと王子様を意識した美少年ボディ。「ぴかぴかランドセルのかわいいぼく」と異なり、作中で男の子の姿と明言されており、睫毛が無い、角張った膝小僧など身体も男の子になっている。なお、ぷにるはこの変身の際、「クールとか強いとかカッコいいにはなりたくない」と反発していた。コタローはこの姿では異性として見なくなり、普段よりぷにるに寄り添いやすくなっている。
ふわふわお嬢様のかわいいぼく
第9話で登場。アリスの溺愛するマスコット、ルンルーンと可愛さ対決するためにホウ砂水に泡を混ぜて変身したお嬢様のような風貌のぷにる。ツイッター（X)で開催された「第2回ぷにるはかわいい総選挙」ではこの姿が1位となった。
かわいいダンサーのぼく
第10話で登場。ロボット化したルンルーンの「キュティちゃんダンス」に対抗して変身した姿。
リッチで大人なディーラーのかわいいぼく
第11話で登場。ホウ砂水と洗濯ノリに金ぴかのスパンコールを混ぜて変身した大人の美女のような風貌のぷにる。
チアリーダーのかわいいぼく
第12話で登場。ホウ砂水と洗濯ノリに手芸用のポンポンを混ぜて変身したチアリーダーのような風貌のぷにる。
世界のどんなゴミよりもかわいくないぼく
第13話で登場。雑菌が繁殖し、カビが生えてしまった姿。実際にカビが生えてしまっているわけではなく、厳密に言えば落ち込んだぷにるの精神状態が外見に反映されているだけである。
かわいいマナー講師のぼく
第14話で登場。ルンルーンがアリスと仲直りできるように礼儀を教えるため、コタローの母から教えてもらったマナーについて講義するために変身した姿。
かわいい車のぼく
月刊コロコロコミック2022年8月号での本誌出張連載の4コマ漫画にて登場した姿。珍しく人型ではない。
ルンルーンのすがたのかわいいぼく
第15話で登場。ぷにるがルンルーンに擬態した姿。
水着のかわいいぼく
第15話で登場。「第1回ルンルーンGP」の最終対決の水着コンテストの真打として登場した姿。
女戦士ぷにる
第16話で登場。コタローの夢の中の姿である。
ひんやり避暑地のかわいいぼく
第17話で登場。ホウ砂水と洗濯ノリに保冷剤を混ぜて変身した姿で、白いワンピースのぷにる。シャーベットのようにキンキン冷え冷えの体になっている。
夏色日焼けのかわいいぼく
第19話で登場。ホウ砂水と洗濯ノリに透明絵の具を混ぜて変身した姿で、第18話に出てきたコーヒーフロートを参考にしている。
研究員のかわいいぼく
第19話で登場。ホウ砂水と洗濯ノリにティッシュを混ぜて変身した、白衣を着た研究員のような風貌のぷにる。
ダボ袖白衣のかわいいぼく
第19話で登場。ホウ砂水と洗濯ノリにクリームソーダを混ぜて変身したぷにる。
サイバー白衣のかわいいぼく
第19話で登場。ホウ砂水と洗濯ノリにカブトムシのフィギュアを無理やり混ぜられた事でぷにるの意に反して変身した、研究員の派生形態。
かわいいぼくのトロフィー
第20話で登場。ある賞を受賞したコタローをお祝いするために、自分自身がトロフィーとなった姿。金箔を包み込んでいる。
おてていっぱいのかわいいぼく
第21話で登場。コタローを右腕としてスカウトしようとしたアリスに対抗して変身した姿。褐色肌に神像風の衣装と3本ある腕が最大の特徴。
アリスご一行のかわいいぼく
第23話で登場。ホウ砂水と洗濯ノリににクリアストーンを混ぜて変身した、アリスを模して変身したぷにる。
かわいさ控えめのカッコかわいいぼく
第24話で登場。ホウ砂水と洗濯ノリにジェルワックスを混ぜて変身した姿。
ドラゴン娘のかわいいぼく
第25話で登場。ホウ砂水と洗濯ノリにマイカパウダーを混ぜて変身した姿。チャイナドレス風の衣装にドラゴンの手足、羽、角を揃えた竜人のような風貌のぷにる。
軽音部のかわいいぼく
第26話で登場。一見バンドTシャツを着てギターを持っているだけだが、ホウ砂水が多めに混ぜられているため、ヘラで切るとコリコリと良い音がする。
トナカイさんなかわいいぼく
コタローに「クリスマスらしい変身をしろ」と言われて変身した、トナカイのような姿に変身したぷにる。サンタクロースじゃないのは、ぷにる曰く「ヒゲのおじさんより、トナカイさんの方が可愛いから」である。
冬の装いのかわいいぼく
冬らしい姿に変身したぷにる。ホウ砂水と洗濯ノリにスノーパウダーを混ぜて変身した姿で、クリスマスにコタローと二人っきりの時にこの姿になり、彼をときめかせた。
ベリーダンスのかわいいぼく
第37話で登場。ホウ砂水と洗濯ノリにラメを混ぜて変身したアラビアンのような風貌のぷにる。
シークレットのかわいいぼく
第39話で登場。ホウ砂水と洗濯ノリに黒インクを混ぜて変身した姿。
ネバーランドのかわいいぼく
第41話で登場。ジュレに対抗して、ホウ砂水と洗濯ノリに夢色ホログラムを混ぜて変身した『ピーター・パン』のティンカー・ベルのような風貌のぷにる。妖精のような羽が生え、サイズが小さくなっている（コタローには虫と言われた）。
オフショルコーデのかわいいぼく
第42話で登場。
クリアサンダルのかわいいぼく
第43話で登場。ホウ砂水と液体ノリにラメと綺麗なビーズを入れジュレに対抗し、より可愛い姿になろうとして張り切ったぷにるが変身した姿。しかし、「可愛い少女への変身」を期待していた女子たちにはがっかりされ、「少女の可愛さ」と「サンダルの可愛さ」を同じだと考えていたぷにるにとっては、なぜ女子たちにがっかりされたのか理由が分からず、人間とスライムの認識のズレを象徴するエピソードになっている。
超ぶりんぶりんなゴムボール
第44話で登場。洗濯ノリとホウ砂水を混ぜてお相撲さんに変身しようとしたところ、ルンルが塩を入れてしまったため、スライムなのでスーパーボールのような姿に変身してしまった。
水着なかわいいぼく
第45話で登場。日焼けした水着ギャルのような風貌のぷにる。
私立ライム中学校に通う2年A組のかわいいぼく
第48話で登場。真戸の計らいでコタローのいるクラスに転入したジュレに対抗して、ホウ砂水と洗濯ノリに消しゴムのカスを混ぜて変身した、ライム中学校の女子制服ののぷにる。
アーティストのかわいいぼく
第49話で登場。ホウ砂水と洗濯ノリと水性絵の具の三原色を混ぜて変身した姿。
透明人間なかわいいぼく
第50話で登場。
人狼なかわいいぼく
第50話で登場。
彫刻なかわいいぼく
第52話で登場。
憧れの上司のかわいいぼく
第54話で登場。
過去最高最悪にきたないぼく
第58話で登場。
バースデーケーキのかわいいぼく
第59話で登場。ホウ砂水と洗濯ノリと紙粘土を混ぜて変身した、バースデーケーキのような風貌のぷにる。
白装束のかわいいぼく
第60話で登場。ホウ砂と洗濯ノリに白い和紙を混ぜて変身した、白い侍のような風貌のぷにる。
花束のかわいいぼく
第60話で登場。
お菓子のかわいいぼく
第60話で登場。
ジャージメイドのかわいいぼく
第61話で登場。クリーナースライムを混ぜて変身した、メイドのような風貌のぷにる。
神輿をかついだかわいいぼくら
第63話で登場。洗濯ノリとホウ砂水に、ゴツめのアクリルキューブをたくさん混ぜて変身した、お神輿の担ぎ手のような風貌のぷにる。なお、初の複数称である。
ひつじのかわいいぼく
第65話で登場。洗濯ノリとホウ砂水にもこもこになる超吸水性樹脂を混ぜて変身した、羊のような風貌のぷにる。なお、変身時の効果音は普段の『ぷにるん☆』では鳴く、『ふにふに』となっている。
ルーンライドで遊ぶかわいいぼく
第66話で登場。変身ではなく、ぷにるが遊ぶ姿を形容したもの。
ダボ神白衣のかわいいぼく
第67話で登場。ティッシュと砂糖を混ぜて変身した、女子中学生のような風貌のぷにる。
ミルキーウェイのかわいいぼく
第67話で登場。コタローとセットで七夕をモチーフにした、織姫のような風貌のぷにる。
かわいさ増し増しサマーなコーデのかわいいぼく
第68話で登場。ホウ砂水と洗濯ノリに美容液を混ぜて変身した、サマーファッションのような風貌のぷにる。
お買い物ママのかわいいぼく
『月刊コロコロコミック』2024年10月号の本誌出張連載で登場。ホウ砂水と洗濯ノリを混ぜて変身した、若い主婦のような風貌のぷにる。
宝石になったかわいいぼく
『月刊コロコロコミック』2024年10月号で登場。ホウ砂水と洗濯ノリに溶けた蝋を混ぜて変身した、宝石のような風貌のぷにる（ただし頭だけ）。
やみにとけるかわいいぼく
第70話で登場。バットトリックの落とし物を加えて変身した、病み系ファッションのような風貌のぷにる。
アイドルのかわいいぼく
『月刊コロコロコミック』2024年11月号の本誌出張連載で登場。美少女アイドルのような風貌のぷにる。
野球選手のかわいいぼく
『月刊コロコロコミック』2024年11月号で登場。ホウ砂水に砂を混ぜて変身した、女子野球選手のような風貌のぷにる。
コイビトのかわいいぼく
月刊『コロコロイチバン!』2024年12月号の『太鼓の達人』のコラボで登場。鯉の半魚人のような風貌のぷにる。
かわいいセーター姿
月刊『コロコロイチバン!』2024年12月号の『太鼓の達人』のコラボで登場。セーターを着た風貌のぷにる。
DIYのかわいいぼく
番外編16で登場。ホウ砂水と洗濯ノリにおがくずを混ぜて変身した、女性大工のような風貌のぷにる。
バドミントンプレイヤーのかわいいぼく
第72話で登場。ホウ砂水と洗濯ノリを混ぜて変身した、女子バドミントン選手のような風貌のぷにる。
魔法少女のかわいいぼく
第73話で登場。ホウ砂水と洗濯ノリを混ぜ、コスメを着彩して変身した、魔法少女のような風貌のぷにる。
ふわふわ寝巻きのかわいいぼく
アニメの第10話で登場。通常時と異なり、青髪になっている。
セーラー服のかわいいぼく
第74話で登場。ホウ砂水と洗濯ノリを混ぜて変身した、セーラー服の女子学生のような風貌のぷにる。
河合井 コタロー（かわいい コタロー）
声 - 梅田修一朗、松岡美里（幼少期）
本作の主人公。ぷにるの事実上の生みの親。中学2年生から62話で中学3年生になった。
小学生の頃はぷにるに対してあくまで友達という認識であり、可愛いとは思っていなかったが53話で出会った当初は可愛いと言っていた事が判明した。
中学校へ進学するとぷにるのせいで酷い目に遭っている事や、自分はスライム遊びをする年齢ではないという考えからか態度が冷たくなり、ぷにるに対しては暴言や暴力も辞さなかったが、話が進むに連れて41話などぷにるを異性として意識している描写が増え始めている。しかし、ぷにるに恋している事を認めてしまうと、幼い頃に願った「友達としてのぷにる」を失ってしまうため、自分では決してぷにるへの気持ちを認めようとしない。
幼稚園児の頃は可愛いものが好きな事を隠さなかったが、早乙女どおるなど女子たちから「男なのに、可愛い物が好きなんて変」といじめられてからは、その事にコンプレックスを抱くようになり、それ以来キュティちゃんなど可愛いものが好きな事は隠すようになった。ぷにるを頑なに「可愛い」と褒めないのも、そのトラウマが原因である。
53話でぷにる誕生の経緯は、園児時代のコタローがどおるたち女子のいじめや、偽サンタが本当に自分の好きな物（女の子用とされている可愛い物=キュティちゃんのぬいぐるみ）をくれなかった事に絶望して、「男なのに可愛い物が好きな自分」にコンプレックスを抱くようになり、彼の悲しい涙が沁み込んだ「理想の友達（ペンギン姿のぷにる）」の絵を描き、それが後にコタローが作ったスライムに混入してぷにるが生まれたからと判明した。なお、当時はぷにるを「可愛い」と素直に褒めていた。
41話などぷにるを意識している事もあり、ジュレの気持ちを迷惑がっている。47話からはジュレに対する気持ちはグラビアモデルに対する「性欲」やクリームソーダが好きという意味での「好き」でしかない事に気づき、変身していない素のスライムとしての姿のぷにるを見て、不思議な気持ちを抱くようになるか本人には気持ちの正体が分からない。
思春期であり、麻美に片思いしたり、ぷにるが少女の姿をしていることや一緒にベッドで寝る事に抵抗がある。ぷにるが無性別のスライムである事を普段は理解しているが、ぷにるが人間の少女としての可愛い姿に変身した時は、その事を忘れている節がある。
斜めに構えた捻くれたところがあり、文化祭などの学校行事に対して非協力的な態度を取る一幕もあった。そのような性格もあって友人も多いとは言えず、骨やんや剛やんからはクラスからの孤立を心配されている。
第62話から中学3年生に進級した。

### 主な登場人物
雲母 麻美（きらら まみ）
声 - 清水理沙
コタローの先輩。中学3年生。
コタロー曰く「誰にでも優しい聖母のような先輩」で、みんなから憧れの的となっており、コタローからは「きらら先輩」と呼ばれ、恋心を寄せられている。
しかし、子供に遭遇すると母性を抑えられなくなり暴走するという本性の持ち主で、当の麻美もこれをひどく恥じており、普段は抑えつつあるが、コタローはドン引きすることなく、さらに惚れ直している。また、ぷにるに対しても愛情を抱きつつある模様だがぷにるは無性別なので恋愛は理解出来ない。
54話で家族が登場し、小学生同然の容姿て本人曰く「童顔」で専業主夫の父・照、麻美以上の異常な母性の持ち主である母・桜花、7歳（小1）で本人曰く「この家で一番まとも」な妹・舞香の4人家族である。尚、瞳は家族全員一緒である。
62話から、高校一年生に進級したが中高一貫校で、制服も中学時代と同じ。
南波 遊助（なんぱ ゆうすけ）
声 - 榎木淳弥
コタローのクラスメイト。長い金髪をポニーテールで束ねた美男子。
その風貌と言動から相当な遊び人と噂されており、また麻美とも仲が良いことからコタローからは嫉妬されている。
実はその風貌に反して小学生向けのホビーで遊ぶことが大好きな小学生メンタルの持ち主であり、校内に話の合う友人がいないため放課後には小学生に交じって遊んでいるという別の意味での遊び人。
「モンスーラ」というスライムと協力してバトルを行うアニメの大ファンであり、ぷにるを連れているコタローを「モンスーラ」のファンと勘違いして一方的に友人認定している。ぷにるを「女の子」では無く、「スライム」として見ている数少ない人物の一人。
ホネちゃん＆剛やん（ほねちゃんとごうやん）
声 - 越後屋コースケ（ホネちゃん）、武内駿輔（剛やん）
コタローの同級生であり、彼の友人。二人揃って自他共に認める陰キャであり、アイドルやアニメにハマるオタク気質の持ち主。ぷにるをコタローの彼女と認識しており、コタローとぷにるのやり取り（どつき漫才）を羨ましがっている。
二人とも中学生男子らしい欲求の持ち主だが、特にホネちゃんに関してはオタク度が強く、「機械でも男でも可愛ければ女の子」と豪語したり、たまにフィギュアに話しかけたり、挙句メイン女性陣の水着姿を見る為に女性用水着を買って海水浴イベントを開催し、女性陣が来なかったら来なかったで自分やクラスメイトの男子達にその水着を着せたりとかなりの上級者。コタローとは対照的に自分の本心に良くも悪くも素直であり、行動力も高い。
一方で剛やんはそこまでの性癖は無く、基本的には常識人でコマの隅から突っ込みを入れる場面が多い。しかしなぜか裸になるシーンが多く本作のお色気担当。
御金賀アリス（おかねが アリス）
声 - 花守ゆみり
コタローのクラスメイト。いつもぬいぐるみのルンルーンとメイドの宝代を連れている。
キュティランドの創立者カワイー・ノスキーの孫娘であり、超お金持ちである。
初登場でいきなりルンルーンランドと十億円のスライムプールを作るなどお金持ちっぷりを発揮している。
キュティちゃんのファンでありルンルーンに対して可愛いと評したコタローのセンスを高く評価しており、自社に召し抱えることを望んでいる。
ルンル
声 - 大谷育江
命を持ったスライムであるぷにるを羨んだアリスの気持ちを汲み取った宝代が、後述するルンルーンをキュティランド社の大ヒットホビー「おしゃべりキュティちゃん」をベースに人型のロボットに改変し製作した。常時無表情で、目元こそモニターとなっているが、突貫作業のため表情変更機能は実装されておらず常時ジト目。口もスピーカーのある穴となっており、形状を変更する事は出来ない。頭部にはネズミの耳を見立てた天使の輪っかのような物が二つ浮いている。後、体のバランスを整える為に太ももがかなり太く、お尻が強調されている。しかし、見た目だけ変えたもののぷにるのような命や人格は宿っておらず、ルンルーンの偽物だとアリスに拒絶されるが、後に和解してぷにるから「ルンル」という新しい名前を付けられた。ぷにるからは同じホビーの友達として、仲良く接されている。
36話でぷにるがルンルが故障した際、自分の体の一部に微量のグリセリンを混ぜ合わせた「薬」を注射した結果、自律行動が出来るようになった以外に、自我まで発生した。真戸の考察では、「ぷにるの人格情報を共有しない分裂個体であり、ルンルのボディにぷにるの一部が寄生している状態」との事。融合の際にぷにる本体とは異なる人格が生まれたらしく、真戸はぷにる自身がワルイプニルやカビぷにるといった別人のような振る舞いを見せたケースに関連する現象ではないかと推測している。
性格はぷにると対照的に謙虚でかなり恥ずかしがり屋。会話はするものの吹き出しはあまり使わず、手書きの台詞やリアクションだったり、相手がルンルの台詞を反復するなどの表現になっている。教室での就寝時には布団を使うようになった様子。自身を「相棒」と呼ぶ南波と行動を共にすることが多い。好角家。学校の消火栓の内部を改造した「BARルンル」のマスターでもある。
宝代（ほうだい）
声 - 小林ゆう
アリスに仕える黒髪のメイド。常に目を閉じており、厚めの唇と泣きボクロが特徴。身長はかなり高く、巨乳である。アリスは彼女を学校の中まで仕えさせており、真戸に「授業に関係ないメイドを持って来るな」と咎められている。アリスには絶対的な忠誠を誓っており、アリスやルンルーンに対して失礼な発言をした者には容赦なくナイフを投げつける程。アリスの心を満たす為に着ぐるみを着てルンルーンを演じるなど、忠誠心は確かだが少しズレているところがある。
アリスが信頼を寄せるコタローに対する評価は辛辣で、アリスへの忠誠心とは別にルンルーンの商品価値は低く評価しているなど仕事に対する姿勢そのものはシビアである。
真戸博士（まど　ひろし）
声 - 中井和哉
ライム中学校に勤める教師。無精髭に白髪、白衣姿と名前通り科学者のような格好をした中年男性。既婚者で、愛妻家。家族の名前は妻はロミ、息子は5巻描き下ろし、68話で登場する鷲人。ぷにるを「女の子」ではなく、「スライム」として見ている数少ない人物。
元々は自立型スライムを研究している学者であったが、会費を滞納していたせいで所属していた学会を追放されてしまった為、偶然発見した「スライム生命体」ことぷにるを狙い、学会に返り咲く機会を窺っている。曲がりなりにも大事な研究対象であるぷにるを捕まえる際に「細かく切った」らしかったり、衝撃に対する反応を見る為に学校の屋上から落とそうとしたりと、自分の知的好奇心優先で後先考えずに実験を行っている節があり、まさにマッドサイエンティストな人物である。
教職に付いた経緯が経緯であるだけに生徒達を「ガキ共」と見下しているが、逆に生徒側からも「真戸ハカセ」とあだ名で呼ばれるなど、微妙にナメられている様子。生徒相手に本気で言い争いをしたり、会費滞納の件に付いて至極真っ当な突っ込みを受けたり、ホネちゃん主催の海水浴に車を出しておいて興味の対象のぷにるが不参加だと分かった瞬間、生徒をほっぽり出して一人で帰ってしまったりと、振る舞いは完全にダメな大人のそれではあるものの、一周回って生徒と同じ目線に立っているのもあってか、意外と関係性は良好。文句こそ言いながらも成績の悪いコタローと南波の追試にもちゃんと付き合うなど、身の上に不満はあれどやるべき事はちゃんとやっており、コタローはコタローでぷにるが急にネガティブな性格に変わってしまった際、真っ先に助けを求めるなど割と信頼されているのが窺える。5巻では彼と奥さんの出会いが描き下ろされている。
ジュレ（GELLE）
声 - 上坂すみれ
5巻(第40話)で初登場。真戸博士が製作した人工スライム生命体。彼が独自に開発したスライム生命体にぷにるのエキスと砂鉄を混ぜ込む事によって完成した。モチーフは「ワルイプニル」。一人称は「ジュレ」。ぷにるとは異なり変身能力は持たないものの、自分の意識を持った完全な自律行動が可能。ぷにるから生成されたエキスを融合した事で、人間と同様の思考を持つようになった。Wi-fiを通してネットにアクセスする事も可能だがジュレの純粋さを守る為に、真戸の配慮から彼女が取得できる情報にはフィルタリングがかけられており、性的な情報は取得出来ない様になっている。自らを人間と同じパーフェクトなAIを持つ存在と認識し、より人間に近い存在になる事を望んでいる。性格はぷにるとは正反対に真面目で、自らを「パーフェクトなAI型ロボット」と自称している。AIである為、普段は理科室で寝泊りしている。
人間の作業を代行させる目的で開発されたが、高度なAIを持つが故に理科室の片付けを指示された際に、「意思を持たない下等なロボットがやる行為」と反発。最も人間らしい行動として、ロボットでは成し得ない「子供を作る」行為に強い興味を抱き、好きな人を見つける中でコタローに一目惚れし、彼との間に子を成そうと彼をぷにると争う事が多くなった。ぷにるとは異なり、明確に「自分が女性である」という意識を強く持っており、恋愛感情を理解している。
「人間になる事」や「コタローと両思いになる事」を目指しており、恋のライバルに当たるぷにるを恋以外にも快く思っておらず、「人間になれない子供騙しのホビー」として見下していたが、少女の姿をしていながら人間を目指さず、コタローと両思いになる事も目指さず、自分がホビーである事に誇りを持っていると発言したぷにるに激高した事もある（43話）。ぷにるなどホビーの事は、「下等物体」として見下している（48話）。ぷにるからは彼女が校内で人気を博した事で、ホビーとして人気をライバル視されている。
第48話からは真戸がジュレを人間について勉強させ、彼女をより高度なAIロボットにする為に自身のクラスに転入させた為、コタローのクラスメイトになった。
自身が人間でない事や人間離れした能力を持つ事にコンプレックスを抱き（53話）、人間になり、認められたいという思いが強い。また人間に憧れ、人間を「ホビーより上位の存在」だと捉えている（43話）。
真戸の事は「博士（ハカセ）」、麻美の事は「デカ女」と呼んでいる（74話）。
バットトリック
コタローが中学3年生に進級した63話で初登場。黒猫とコウモリが合わさったような外見のパペットの少女で、一人称は「ミー」で、語尾は「ニャ」。同じ事を2回繰り返して言う癖がある。ぷにるが女神に与えられた魂は元々は彼女のものであり、ぷにるから魂を取り返し、旧友のショウちゃんに再会するのが目的である。その為、63話では固有能力「影の鍵」でぷにるを閉じ込め、存在自体を無かった事にしてしまった、その際ルンル、ジュレも同じように閉じ込められていた。
ショウちゃんは当時小学生の女の子で、なかなか友達が出来ない事から、黒魔術で生まれたと言う設定のパペットを自作し、そのパペットに魂が宿ったものが彼女であり、女神からの指令でショウちゃんの為に友達を作っていった。しかし彼女に忘れ去られた事で魂は返還された。だがその時に、黒魔術で影を魂の代わりにして今の姿になり、今まで影の世界からぷにるの魂を狙い続けていた。一度はぷにるの魂を奪ったものの、ぷにるのあまりの前向きさによる眩しさで、影の世界ごと消滅した。
69話で再登場した際は、あれ以来力をほとんど失い、影としてバイトする事でぷにるの魂を奪うべく、力を溜めていた。そんな中、ぷにるの影に配属される事になり、固有能力「多重人格劇場（パペットショー）」という技でぷにるに憑依、彼女が憑依すると、ぷにるの頭のお団子は角のように尖る、ぷにるとコタローの仲を裂き、ぷにるの魂を奪う為にコタローに嫌われる行動を取るが効果は無く、彼に接近された事で動揺し、ぷにるへの憑依を解除して逃げ出した。その際、彼に触れられた事が原因で、彼を異性として意識し始める。
70話では表面上の理由は「ぷにるとコタローの絆を引き裂き、本来は自分の物であった魂を返して貰う」という目的でぷにるに再び憑依したが、本音と真の目的は「ぷにるの身体を借りて、コタローとデートしたい」であり、彼女のコタローへの気持ちは「異性への恋心」と明確に自覚していた。その為、時に暴走する事もある。
彼女の正体を知っているのは現時点ではぷにる、ルンル、ジュレの三人だけであり、彼女は普段は影に隠れている為、人間達の前には姿を現さず、コタローにもぷにるの姿を借りて会っているので、本来の姿で彼には会った事が無い。
固有能力は「影の鍵」「多重人格劇場（パペットショー）」「黄昏の幻影（トワイライトゾーン）」であり、おしゃれのセンスが無く、コタローやぷにるに「ダサい」と評されている。
女神
ぷにるに命を与え、コタローの元へ遣わせた女神。「～のじゃ」口調で話す。ぷにるに「コタローの悩みを解決する為」と「コタローを助ける為」の二つの役割を与え、7年前（当初）に遣わせたが、ぷにるが7年間何も解決していなかったので、「友達としても、ホビーとしても失格」としてぷにるの魂を回収しようとしたが、コタローの「ぷにると共に燃え尽きる事すら厭わない意思」に阻まれた事で、しばらくは見守る姿勢を取る事に決めた。普段はぷにるとコタローには干渉せず、天界で彼らを観察している。
59話で再登場した際、ぷにるの8歳の誕生日に、ぷにるが原因で起きていたサザエさん時空が解消されて時が進み始めた事と、ぷにるが「コタローの悩みを解決する（友達を作る）」「コタローを助ける」という役割は、もう果たされている事をぷにるに告げた。
早乙女どおる
53話のコタローの過去編で登場。コタローと同じ虎馬（トラウマ）幼稚園に通っていた同じ組の少女。子役であり、両親の影響で、「男の子はカッコいいものが好きで、女の子は綺麗なものや可愛いものが好き」「男の子は可愛い物を持ってはいけない」という母からの受け売りの価値観を強く持っており、それを振りかざしている。周囲も親が芸能人である事から彼女に影響され、周囲の女児達もコタローの可愛い私物をやっかみ、彼をいじめ始めた。周囲と共に「可愛いものが好きな男の子」であるコタローを迫害し、彼の心に深い傷を残した。コタローの心には今も幼稚園児時代の深いトラウマがあり、自分が可愛い物好きな男子である事を隠す原因になっている。

## 用語
キュティちゃん
声 - 大谷育江
作中で世界一有名なキャラクターで、コタローもいくつかグッズを保有している。動いたり言葉を話すことができるホビーの「おしゃべりキュティちゃん」は大ヒット商品となり、後に宝代がルンルの製造にあたって中身をそのまま流用した。ぷにるはキュティちゃんを越えることを一つの夢としている。
ルンルーン
幼少期のアリスによって考案された、薄緑色の一等身のネズミのマスコット。ルンルーンを溺愛しているアリスはぬいぐるみなどグッズを多数持っており、祖父のノスキー氏に頼み、キュティに代わってKawaii玉座を奪取しようと考えている。しかし世界一有名なキャラとして公の場に出ているキュティと異なり、アリスが勝手に自作したオリジナルキャラクターであるため、存在は周知されていない。
DXルンルーン
声 - 大谷育江
ルンルの「命が宿ったルンルーン」というコンセプトが破綻したため宝代によって金と時間をかけて製作されたルンルの上位互換バージョン。目元のモニターや口の表情が多様化し、AIを搭載しているためある程度の会話が可能であるが、想定外の応答に弱くコンセプトは再度破綻した。しかしオリジナルのルンルーンに比較的近かったためかルンルと違いアリスに拒絶はされず、ホビーとして自宅で所有されている。
ペーちゃん
コタローが幼稚園時代に持っていた友達のぬいぐるみ。女児たちと引っ張り合ったことで破損してしまい、コタローの心に深い傷を残した。
コタローの絵
ぷにるの原案。53話で幼稚園児時代のコタローが「自分が可愛いものを好きなことを理解してくれて、可愛くて、喧嘩しても仲直りできる、ずっと一緒にいてくれる理想の友達」が欲しいという願いを込めて描いた絵。その際、コタローの悲しい涙が染み込んでいる。
コタロー自作のキャラクターはペンギンモチーフであり、破損してしまった彼の友達である「ぺーちゃん」への思い入れの強さが垣間見える。後にコタローがTVを観て作ったスライムに、この絵が混入したことで生けるスライムである「ぷにる」が誕生した。その絵は、アニメ版1話ではぷにるの原画に涙の染みが付いている。
クリームソーダ
ぷにるの好物。コタローはぷにるに頼み事をする際、これを報酬代わりにしている。
「飲む」と「混ぜる」は違うらしく飲むだけでは変身しないが、ティッシュを混ぜた「研究員のかわいいぼく」にクリームソーダを混ぜると砂糖でスライムが溶けて「ダボ袖白衣のかわいいぼく」になる。

## 書誌情報
- まえだくん『ぷにるはかわいいスライム』小学館〈てんとう虫コミックス〉、既刊8巻（2025年7月28日現在）
  1. 2022年7月28日発売[3][17]、ISBN 978-4-09-143537-8
    - （アクリルぷにるランド付き特装版）同日発売[3][18]、ISBN 978-4-09-943115-0

  2. 2022年11月28日発売[19]、ISBN 978-4-09-143553-8
    - （ポスター3枚入りぷにるBOX付き特装版）同日発売[20]、ISBN 978-4-09-943121-1

  3. 2023年2月28日発売[21][22]、ISBN 978-4-09-143578-1
    - （アクリルぷにるランド第2弾付き特装版）同日発売[21][23]、ISBN 978-4-09-943126-6

  4. 2023年8月9日発売[24][25]、ISBN 978-4-09-143610-8
    - （かわいいピンズ&チャーム付き特装版）同日発売[24][26]、ISBN 978-4-09-943131-0

  5. 2024年1月26日発売[27]、ISBN 978-4-09-143670-2
    - （アクリルぷにるランド第3弾付き特装版）同日発売[28]、ISBN 978-4-09-943145-7

  6. 2024年9月27日発売[29][30]、ISBN 978-4-09-149785-7
    - （かわいいアクリルキーホルダー付き特装版）同日発売[29][31]、ISBN 978-4-09-943168-6

  7. 2025年2月27日発売[32]、ISBN 978-4-09-154017-1
    - （かわいいぼくをおすそわけフィギュア付き特装版）同日発売[33]、ISBN 978-4-09-943193-8

  8. 2025年7月28日発売[34]、ISBN 978-4-09-154027-0
    - （アクリルぷにるランド第4弾付き特装版）同日発売[35]、ISBN 978-4-09-943206-5

## テレビアニメ
第1期は2024年10月から12月まで、テレビ東京系列ほかにて放送された。第2期は2025年7月よりテレビ東京系列ほかにて放送中。

### スタッフ
|                              | 第1期                          | 第2期                          |
| ---------------------------- | ------------------------------ | ------------------------------ |
| 原作                         | まえだくん                     | まえだくん                     |
| 監督                         | 伊部勇志                       | 伊部勇志                       |
| シリーズ構成                 | 横手美智子                     | 横手美智子                     |
| キャラクターデザイン         | 田中彩                         | 田中彩                         |
| 色彩設計                     | きつかわあさみ                 | きつかわあさみ                 |
| 色彩設計                     | N/A                            | 髙田真有                       |
| 美術監督                     | 宮本実生                       | 宮本実生                       |
| 美術設定                     | 宮本実生、三原絵梨香、高薄亜実 | 宮本実生、三原絵梨香、高薄亜実 |
| 美術設定                     | N/A                            | 泉寛                           |
| 撮影監督                     | 後藤晴香                       | 後藤晴香                       |
| 編集                         | 榎田美咲                       | 榎田美咲                       |
| 音響監督                     | 丹下雄二                       | 丹下雄二                       |
| 音響効果                     | 八十正太                       | 八十正太                       |
| 音響制作                     | 東北新社                       | 東北新社                       |
| 音楽                         | 森いづみ                       | 森いづみ                       |
| 音楽プロデューサー           | 有馬由衣                       | 有馬由衣                       |
| 音楽制作                     | 東宝ミュージック、bransic      | 東宝ミュージック、bransic      |
| チーフプロデューサー         | 高橋敦司、武井克弘、藤澤佑介   | 高橋敦司、武井克弘、藤澤佑介   |
| チーフプロデューサー         | 紅谷佳和、備前島幹人           | 石井成臣、佐々木礼子           |
| プロデューサー               | 津村美玲、斎藤譲、伊藤悠公     | 津村美玲、斎藤譲、伊藤悠公     |
| プロデューサー               | 佐々木礼子                     | 濱田貴惠                       |
| アニメーションプロデューサー | 稲垣敬文                       | 稲垣敬文                       |
| 制作                         | TOHO animation STUDIO          | TOHO animation STUDIO          |
| 製作                         | ぷにる製作委員会               | ぷにる製作委員会               |

### 主題歌
第1期
「ぎゅむ！」
ぷにる（篠原侑）によるオープニングテーマ。作詞・作曲・編曲は森いづみ。
「唱」
ぷにる（篠原侑）によるエンディングテーマ。作詞はTOPHAMHAT-KYO、作曲はGiga&TeddyLoid、編曲は森いづみ。
「キュティCMソング」
キュティ（大谷育江）による第4話の挿入歌。作詞は横手美智子、作曲・編曲は森いづみ。
第2期
「Brun-Brun」
ぷにる（篠原侑）によるオープニングテーマ。作詞・作曲・編曲は森いづみ。
「青と夏」
ぷにる（篠原侑）によるエンディングテーマ。作詞・作曲は大森元貴、編曲は森いづみ。

### 各話リスト
| 話数   | サブタイトル                                                | 脚本       | 絵コンテ         | 演出              | 作画監督                                                                                                   | 総作画監督      | 初放送日       |       |       |       |       |       |       |       |       |       |       |       |       |       |       |       |       |       |
| 第1期  | 第1期                                                       | 第1期      | 第1期            | 第1期             | 第1期 | 第1期           | 第1期          | 第1期 | 第1期 | 第1期 | 第1期 | 第1期 | 第1期 | 第1期 | 第1期 | 第1期 | 第1期 | 第1期 | 第1期 | 第1期 | 第1期 | 第1期 | 第1期 | 第1期 |
| ------ | ----------------------------------------------------------- | ---------- | ---------------- | ----------------- | --- | --------------- | -------------- | ----- | ----- | ----- | ----- | ----- | ----- | ----- | ----- | ----- | ----- | ----- | ----- | ----- | ----- | ----- | ----- | ----- |
| 第1話  | I HATE YOU and I LOVE YOU                                   | 横手美智子 | 伊部勇志         | 伊部勇志          | 松岡謙治 中山和子 西田美弥子 山﨑香 鈴木春香 田中彩                                                        | 田中彩 松岡謙治 | 2024年 10月6日 |       |       |       |       |       |       |       |       |       |       |       |       |       |       |       |       |       |
| 第2話  | 友達でもなくスライムでもなく                                | 平見瞠     | 宮西哲也         | 宮西哲也          | 篠原佑太 山崎敦子 李少雷 南波天                                                                            | 松岡謙治        | 10月13日       |       |       |       |       |       |       |       |       |       |       |       |       |       |       |       |       |       |
| 第3話  | かわいいぷにるはスライム                                    | 横手美智子 | ワタナベシンイチ | 本間みなみ        | 酒井夏海 石原直也 中山和子 南波天 靏田尚見                                                                 | 田中彩          | 10月20日       |       |       |       |       |       |       |       |       |       |       |       |       |       |       |       |       |       |
| 第4話  | かわいい国のアリス                                          | 横手美智子 | 野崎真代         | 野崎真代          | 仲敷沙織 迫江沙羅 清水裕輔                                                                                 | 松岡謙治        | 10月28日       |       |       |       |       |       |       |       |       |       |       |       |       |       |       |       |       |       |
| 第5話  | GO!GO!華麗に応援です！                                      | 平見瞠     | 伊部勇志         | 唐澤涼太          | 水上ろんど 本多弘幸 石原直也 酒井夏海 李少雷                                                               | 松岡謙治        | 11月3日        |       |       |       |       |       |       |       |       |       |       |       |       |       |       |       |       |       |
| 第6話  | ルンルーンだらけのGPぷにるもあるよ！                        | 横手美智子 | ワタナベシンイチ | 横野光代          | 高虎昇 山﨑香 西田美弥子                                                                                   | 田中彩          | 11月10日       |       |       |       |       |       |       |       |       |       |       |       |       |       |       |       |       |       |
| 第7話  | Sweet Bitter Summer                                         | 池田臨太郎 | ちな             | ちな              | 今岡律之                                                                                                   | 田中彩          | 11月17日       |       |       |       |       |       |       |       |       |       |       |       |       |       |       |       |       |       |
| 第8話  | 文化祭です！全員集合                                        | 平見瞠     | 宮西哲也         | 宮西哲也          | 篠原佑太 酒井夏海 水上ろんど 小菅和久 周婧 宮西哲也                                                        | 松岡謙治        | 11月24日       |       |       |       |       |       |       |       |       |       |       |       |       |       |       |       |       |       |
| 第9話  | バンド野郎ZE!                                               | 池田臨太郎 | 伊部勇志         | 伊部勇志          | 三橋妙子 大河内忍 李少雷 100Studio                                                                         | 田中彩          | 12月1日        |       |       |       |       |       |       |       |       |       |       |       |       |       |       |       |       |       |
| 第10話 | メリーぷにるます！                                          | 横手美智子 | 本間みなみ       | 本間みなみ        | 篠原佑太 小菅和久 中山和子 石原直也 水上ろんど 山崎敦子 西田美弥子 三谷暢之                                | 松岡謙治        | 12月8日        |       |       |       |       |       |       |       |       |       |       |       |       |       |       |       |       |       |
| 第11話 | スプーン一杯のクリスマスをすくって                          | 横手美智子 | 野崎真代         | 野崎真代          | 松岡謙治 山崎敦子 仲敷沙織 三橋妙子 ミャン しなぎく 西田美弥子 宮西哲也 100Studio                          | 田中彩          | 12月16日       |       |       |       |       |       |       |       |       |       |       |       |       |       |       |       |       |       |
| 第12話 | いい旅ぷに気分                                              | 横手美智子 | 久保雄介         | 唐澤涼太          | 西田美弥子 石原直也 水上ろんど 熊谷勝弘 小菅和久 大河内忍 阿部慈光 今岡律之 酒井夏海 篠原佑太 三橋妙子     | 松岡謙治        | 12月23日       |       |       |       |       |       |       |       |       |       |       |       |       |       |       |       |       |       |
| 第2期  |                                                             |            |                  |                   | |                 |                |       |       |       |       |       |       |       |       |       |       |       |       |       |       |       |       |       |
| 第13話 | ぷにるリターンズ                                            | 横手美智子 | 伊部勇志         | 伊部勇志          | 篠原佑太 中島大智 三橋妙子 小菅和久 河原久美子 堀田れいか 何烨 董立則 全京禹 陳亮 林夏洲 沈陶裔            | 田中彩          | 2025年 7月6日  |       |       |       |       |       |       |       |       |       |       |       |       |       |       |       |       |       |
| 第14話 | 異世界で幼馴染のスライムと旅した件。 バレンタインもあるよ！ | 池田臨太郎 | 東田夏実         | 東田夏実          | 石原直也 酒井夏海 大河内忍 中山和子 何烨 董立則 沈陶裔 陈亮 郁慧云 劉琦琦 張倩茹 曹善东                    | 松岡謙治        | 7月13日        |       |       |       |       |       |       |       |       |       |       |       |       |       |       |       |       |       |
| 第15話 | RUNE RUNE DANCE                                             | 平見瞠     | 本間みなみ       | 布施木一喜        | 董立則 郁慧云 全京禹 何烨 劉琦琦 張倩茹 沈陶裔 lan 陳亮                                                    | 田中彩 松岡謙治 | 7月20日        |       |       |       |       |       |       |       |       |       |       |       |       |       |       |       |       |       |
| 第16話 | ホビーよりもパーフェクトな存在                              | 伊部勇志   | 伊部勇志         | 佐藤友一          | 小堤悠香 中山和子 畠山佳苗 酒井夏海 楊烈駿 莫梓航 陳泊遠 Moaang myang 髙橋こう平 李少雷                    | 田中彩          | 7月27日        |       |       |       |       |       |       |       |       |       |       |       |       |       |       |       |       |       |
| 第17話 | ぷにるパワーアップ!?君の目で確かめろ！                      | 池田臨太郎 | 唐澤涼太         | 森田侑希 飛田悠希 | 五十嵐俊介 兼子秀敬                                                                                        | 松岡謙治        | 8月3日         |       |       |       |       |       |       |       |       |       |       |       |       |       |       |       |       |       |
| 第18話 | 人間のハッピーエンド                                        | 平見瞠     | 野崎真代         | 野崎真代          | 金久保典江 亀田朋幸 池津寿恵 酒井夏海 﨑本さゆり 村上真紀 市川敬三 渡部由紀子 楊烈駿 今岡律之 セブンシーズ | 田中彩          | 8月10日        |       |       |       |       |       |       |       |       |       |       |       |       |       |       |       |       |       |
| 第19話 | 真夏のルンルーンリゾート                                    | 池田臨太郎 | 中込健人         | 中込健人          | 陳潔瓊 李品華 馬宝林 胡威 趙晨 市川敬三 西田美弥子                                                         | 松岡謙治        | 8月17日        |       |       |       |       |       |       |       |       |       |       |       |       |       |       |       |       |       |

### 放送局
| 放送期間                   | 放送時間               | 放送局                               | 対象地域                                                    | 備考                      |
| -------------------------- | ---------------------- | ------------------------------------ | ----------------------------------------------------------- | ------------------------- |
| 2024年10月6日 - 12月23日   | 日曜 23:45 - 月曜 0:15 | テレビ東京（製作参加） ほか系列全6局 | 北海道・関東広域圏・愛知県・ 大阪府・岡山県・香川県・福岡県 | 連動データ放送            |
| 2024年10月9日 - 12月25日   | 水曜 21:00 - 21:30     | AT-X                                 | 日本全域                                                    | CS放送 / リピート放送あり |
| 全放送局で字幕放送を実施。 |                        |                                      |                                                             |                           |

| 配信開始日     | 配信時間                     | 配信サイト                                                                                               | 備考                                  |
| -------------- | ---------------------------- | --- | ------------------------------------- |
| 2024年10月7日  | 月曜 0:15（日曜深夜） 更新   | ABEMAプレミアム Amazon Prime Video dアニメストア DMM TV FOD Hulu Lemino U-NEXT アニメタイムズ アニメ放題 | 見放題配信                            |
|                |                              | ABEMA | 最新話期間限定無料配信                |
|                |                              | Amazon Prime Video music.jp Rakuten TV カンテレドーガ ビデオマーケット                                   | レンタル配信                          |
|                | 月曜 0:30（日曜深夜） 更新   | バンダイチャンネル                                                                                       | 見放題配信・レンタル配信              |
|                | 月曜 10:00 更新              | VIDEX | レンタル配信                          |
|                | 月曜 12:00 更新              | HAPPY!動画                                                                                               | レンタル配信                          |
| 2024年10月8日  | 火曜 0:00（月曜深夜） 更新   | J:COM STREAM milplus TELASA （本店・ Pontaパス ）                                                        | 見放題配信・レンタル配信              |
|                | 火曜 12:00 更新              | Google TV                                                                                                | レンタル配信                          |
| 2024年10月9日  | 水曜 12:00 更新              | ムービーフルPlus                                                                                         | レンタル配信                          |
| 2024年11月18日 | 月曜 1:00 - 1:30（日曜深夜） | ニコニコ生放送                                                                                           |                                       |
| 2024年11月25日 | 月曜 0:15（日曜深夜） 更新   | ニコニコチャンネル                                                                                       | 最新話期間限定無料配信・ レンタル配信 |

| 放送期間                   | 放送時間           | 放送局                               | 対象地域                                                    | 備考                      |
| -------------------------- | ------------------ | ------------------------------------ | ----------------------------------------------------------- | ------------------------- |
| 2025年7月6日 -             | 日曜 17:30 - 18:00 | テレビ東京（製作参加） ほか系列全6局 | 北海道・関東広域圏・愛知県・ 大阪府・岡山県・香川県・福岡県 |                           |
| 2025年7月9日 -             | 水曜 21:00 - 21:30 | AT-X                                 | 日本全域                                                    | CS放送 / リピート放送あり |
| 全放送局で字幕放送を実施。 |                    |                                      |                                                             |                           |

| 配信開始日    | 配信時間                   | 配信サイト | 備考                     |
| ------------- | -------------------------- | --- | ------------------------ |
| 2025年7月6日  | 日曜 18:00 更新            | ABEMAプレミアム Amazon Prime Video dアニメストア DMM TV FOD Hulu Lemino Netflix U-NEXT アニメタイムズ アニメ放題 バンダイチャンネル | 見放題配信               |
|               |                            | ABEMA ニコニコチャンネル | 最新話期間限定無料配信   |
|               |                            | Amazon Prime Video Rakuten TV バンダイチャンネル ニコニコチャンネル                                                                 | レンタル配信             |
|               | 日曜 23:00 - 23:30         | ニコニコ生放送 |                          |
| 2025年7月7日  | 月曜 10:00 更新            | VIDEX | レンタル配信             |
|               | 月曜 12:00 更新            | Google TV | レンタル配信             |
| 2025年7月8日  | 火曜 0:00（月曜深夜） 更新 | J:COM STREAM milplus TELASA（本店・Pontaパス）                                                                                      | 見放題配信・レンタル配信 |
| 2025年7月9日  | 水曜 12:00 更新            | ムービーフルPlus | レンタル配信             |
| 2025年7月11日 | 金曜 12:00 更新            | HAPPY!動画 | レンタル配信             |

### BD
| 巻 | 発売日        | 収録話         | 規格品番  |
| -- | ------------- | -------------- | --------- |
| 1  | 2025年2月19日 | 第1話 - 第6話  | TBR34264D |
| 2  | 2025年3月19日 | 第7話 - 第12話 | TBR34265D |

| 巻 | 発売日             | 収録話          | 規格品番  |
| -- | ------------------ | --------------- | --------- |
| 1  | 2025年11月19日予定 | 第13話 - 第18話 | TBR35114D |
| 2  | 2025年12月17日予定 | 第19話 - 第24話 | TBR35115D |

### 音楽作品
| 配信開始日・発売日 | タイトル                                                                  | 規格     | 規格品番   | 収録曲 | 備考     |
| ------------------ | ------------------------------------------------------------------------- | -------- | ---------- | --- | -------- |
| 2024年10月27日     | 『ぷにるはかわいいスライム』かわいいサウンドトラック 〜Selected Version〜 | 配信限定 | 配信限定   | \| # \| タイトル \| 作詞 \| 作曲・編曲 \| \| --- \| ------------------------ \| ---- \| ---------- \| \| 1. \| 「かわいいスライム誕生」 \| \| \| \| 2. \| 「ぷにるのテーマ」 \| \| \| \| 3. \| 「コタローのテーマ」 \| \| \| \| 4. \| 「ひっつくなーっ！」 \| \| \| \| 5. \| 「聖母きらら先輩」 \| \| \| \| 6. \| 「相当な遊び人」 \| \| \| \| 7. \| 「すっとぼけスライム」 \| \| \| \| 8. \| 「いつものぷにる」 \| \| \| \| 9. \| 「ぷにるランドのテーマ」 \| \| \| \| 10. \| 「じゃーん！変身☆」 \| \| \| | [ 注 8 ] |
| 2024年11月27日     | 『ぷにるはかわいいスライム』かわいいサウンドトラック                      | CD       | THCA-60296 | 約40曲収録 |          |
| 2025年3月19日      | 『ぷにるはかわいいスライム』かわいいぷにるソングアルバム                  | CD       | THCA-60297 | 記事参照 |          |
|                    |                                                                           |          |            | |          |
| #                  | タイトル                                                                  | 作詞     | 作曲・編曲 | |          |
| 1.                 | 「かわいいスライム誕生」                                                  |          |            | |          |
| 2.                 | 「ぷにるのテーマ」                                                        |          |            | |          |
| 3.                 | 「コタローのテーマ」                                                      |          |            | |          |
| 4.                 | 「ひっつくなーっ！」                                                      |          |            | |          |
| 5.                 | 「聖母きらら先輩」                                                        |          |            | |          |
| 6.                 | 「相当な遊び人」                                                          |          |            | |          |
| 7.                 | 「すっとぼけスライム」                                                    |          |            | |          |
| 8.                 | 「いつものぷにる」                                                        |          |            | |          |
| 9.                 | 「ぷにるランドのテーマ」                                                  |          |            | |          |
| 10.                | 「じゃーん！変身☆」                                                       |          |            | |          |

### コンピュータゲーム作品
ぷにるはかわいいスライムのゲームを“あのゲー”ムで作ってみたけれど、果たしてあなたはクリアできるのか?
Nintendo Switch専用ダウンロードソフト。『どこかで見た“あのゲー”ムたちを棒人間で作ってみたけれど、果たしてあなたはクリアできるのか?』とのコラボタイトルであるミニゲーム集。2024年12月19日発売。
| テレビ東京系列 日曜 23:45 - 月曜 0:15        | テレビ東京系列 日曜 23:45 - 月曜 0:15                          | テレビ東京系列 日曜 23:45 - 月曜 0:15 |
| 前番組                                       | 番組名                                                         | 次番組                                |
| -------------------------------------------- | -------------------------------------------------------------- | ------------------------------------- |
| 菜なれ花なれ （2024年7月7日 - 9月23日）      | ぷにるはかわいいスライム（第1期） （2024年10月6日 - 12月23日） | 全修。 （2025年1月5日 - 3月23日）     |
| テレビ東京系列 日曜 17:30 - 18:00            |                                                                |                                       |
| 魔神創造伝ワタル （2025年1月12日 - 6月22日） | ぷにるはかわいいスライム（第2期） （2025年7月6日 - ）          | -                                     |